# 西安市莲湖区西关第一小学
西安市西关第一小学，又称西安市西关正街第一小学，位于陕西省西安市莲湖区西关正街83号，是一所公立六年全日制小学

## 历史
西安市莲湖区西关第一小学始创于民国初年，前身是二郎庙初级小学。先后经历“私立同志第二小学、私立安定小学、西关第一小学”三次易名，至今已有八十余年的历史。